# Brejo Grande do Araguaia
Brejo Grande do Araguaia là một đô thị thuộc bang Pará, Brasil. Đô thị này có diện tích 1187,816 km², dân số năm 2007 là 7441 người, mật độ 6,26 người/km².